# Логата
Логата — река в России, на полуострове Таймыр, правый приток Верхней Таймыры. Протекает в ненаселённой местности Таймырского Долгано-Ненецкий района Красноярского края.
Расположена в пределах Государственного природного биосферного заповедника «Таймырский».

## Гидроним
Название реки произошло от эвенкийского логан — «вешало для сушки мяса».

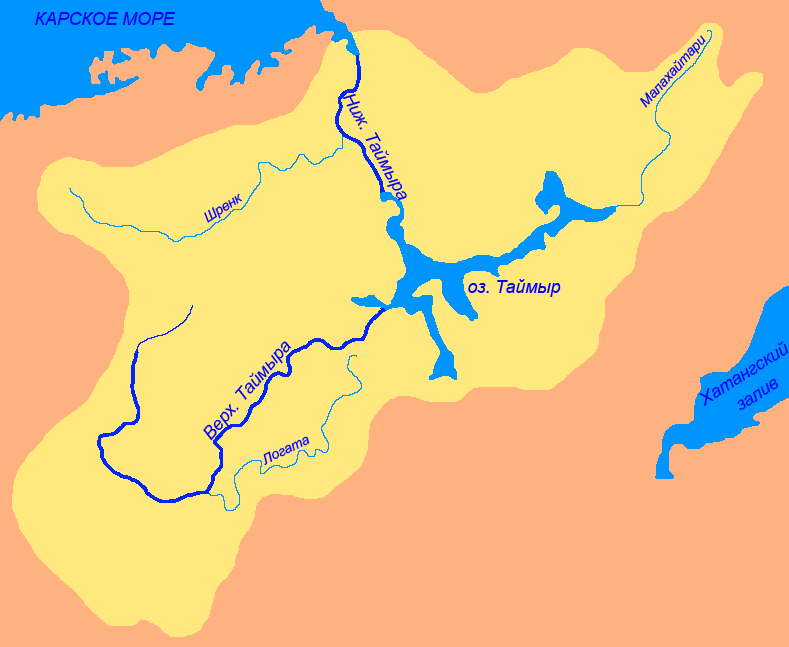

## Гидрография
Длина реки 393 км, площадь бассейна 10,9 тыс. км². Является первым по длине и вторым по площади бассейна притоком Верхней Таймыры. В бассейне Логаты развит термокарст, имеется свыше 3200 мелких озёр общей площадью 926 км².
Логата берёт исток в безымянном озере, в верховьях её сток зарегулирован озёрами. Протекает по Северо-Сибирской низменности, в зоне сплошного распространения вечной мерзлоты. Русло реки извилистое, в верховье его ширина в пределах 10-15 м. В низовьях встречаются участки с широкой поймой в окружении болот и озёр. Ширине русла здесь доходит до 100—140 м. Уклон реки уменьшается вниз по течению от 2,5 ‰ в верховье и до 0,1-0,3 ‰ в низовье.

## Водный режим
Питание реки в основном снеговое. Замерзает в конце сентября, зимняя межень устойчива. Вскрывается в начале июня, половодье высокое, начинается во второй половине июня, а пик приходится на конец июня — начало июля.

## Сток
Во время весенне-летнего половодья происходит 70 % годового водного стока, в паводки — 20 %, в зимний сезон — 10 %. Среднемноголетний расход воды около 87 м³/с, объём стока 2,746 км³/год.

## Притоки
Объекты перечислены по порядку от устья к истоку.
- 27 км: река без названия
- 28 км: река без названия
- 32 км: река без названия
- 38 км: Диринг
- 43 км: Кантуда-Тари
- 55 км: Дюдасаму-Тари
- 63 км: река без названия
- 73 км: река без названия
- 81 км: река без названия
- 86 км: река без названия
- 101 км: Песцовая
- 130 км: река без названия
- 131 км: река без названия
- 133 км: Мойхе-Тари
- 139 км: Тундровая
- 142 км: река без названия
- 162 км: река без названия
- 164 км: река без названия
- 165 км: Сырута-Яму
- 168 км: река без названия
- 215 км: Кубалах
- 231 км: Усо-Тари
- 241 км: Мал. Логата
- 253 км: река без названия
- 263 км: река без названия
- 274 км: река без названия
- 278 км: река без названия
- 288 км: река без названия
- 299 км: река без названия
- 306 км: река без названия
- 331 км: Северная
- 335 км: Логата-Нада-Турку
- 350 км: река без названия
- 355 км: река без названия
- 355 км: река без названия
- 362 км: река без названия
- 364 км: река без названия
- 367 км: река без названия
- 377 км: река без названия
- 378 км: река без названия